# Piestiaki
Piestiaki (ros. Пестяки) – osiedle typu miejskiego w Rosji, w obwodzie iwanowskim, ośrodek administracyjny rejonu piestiakowskiego. W 2010 liczyło 4028 mieszkańców.

## Urodzeni
- Maksym (Rubierowski) - biskup prawosławny.